# Denílson Antônio Paludo
Denílson Antônio Paludo (født 8. oktober 1972) er en tidligere brasiliansk fodboldspiller.
Han har spillet for flere forskellige klubber i sin karriere, herunder Yokohama Flügels.